# Fekitamoeloa ʻUtoikamanu

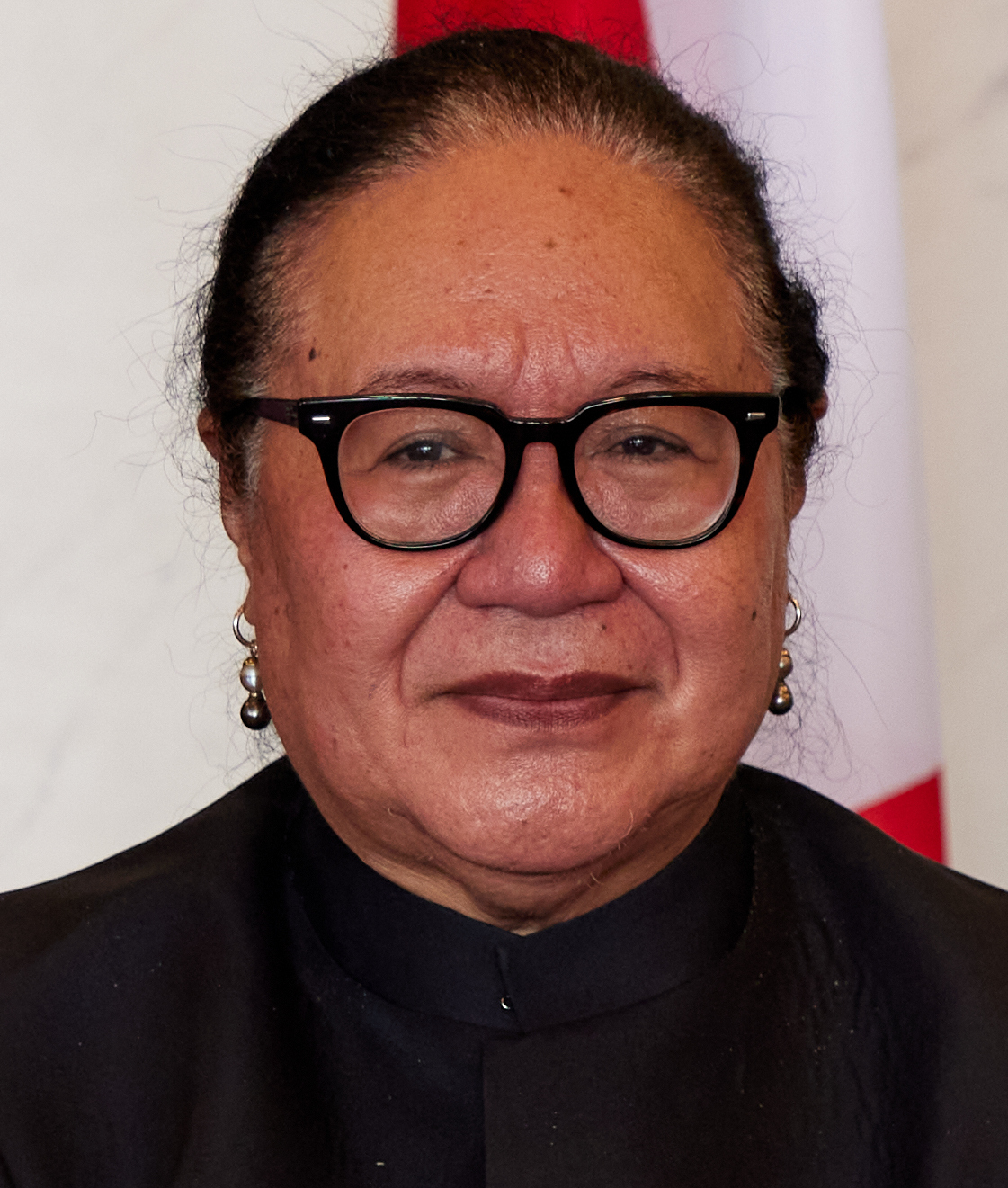
Fekitamoeloa ʻUtoikamanu (2022)

Fekitamoeloa ʻUtoikamanu – urodzona w 1959 roku tongijska polityczka i dyplomatka.
W latach 2021–2024 pełniła funkcję ministra spraw zagranicznych kraju, wcześniej była przedstawicielem Tonga przy ONZ oraz wysokim reprezentantem ONZ ds. krajów najsłabiej rozwiniętych, rozwijających się krajów śródlądowych i małych rozwijających się państw wyspiarskich. Posiada wykształcenie ekonomiczne uzyskane na University of Auckland w Nowej Zelandii.